# Gene Weltfish
Gene Weltfish (geb. am 7. August 1902 in New York City als Regina Weltfish; gest. am 2. August 1980) war eine US-amerikanische Anthropologin und Historikerin, die sich auf die Geschichte und Kultur der Pawnee spezialisiert hatte. Sie lehrte und forschte an der Columbia University und der Fairleigh Dickinson University. Ihr 1965 erschienenes Werk The Lost Universe: Pawnee Life and Culture gilt bis heute als Standardwerk.

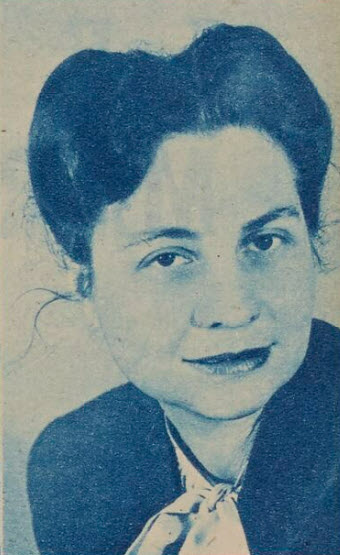
Gene Weltfish (1952)

## Leben

### Kindheit, Jugend und Ausbildung
Regina Weltfish wurde 1902 als erste von zwei Töchtern des Rechtsanwalts Abraham Weltfish und dessen Ehefrau Eve Furman an der Lower East Side in New York City geboren und wuchs deutschsprachig auf. Ihr Vater, zu dem sie eine enge Beziehung hatte, starb, als sie 13 Jahre alt war. Ermutigt von ihrer Großmutter ging sie während der siebentägigen Trauerphase täglich in die Synagoge und betete das Kaddisch für ihn – ein Akt des Respekts, der normalerweise einem Sohn des Verstorbenen vorbehalten ist.:373 Ohne den Vater geriet die Familie in eine schwierige finanzielle Situation. Da er ohne Testament verstorben war, erhielt der Staat die Aufsicht über das Erbe. So musste die Mutter für jede Ausgabe Anträge einreichen. Um der Familie zu helfen, begann Weltfish mit 14 Jahren als Schulsekretärin zu arbeiten und besuchte die High School abends.:373
1919 schloss Weltfish die High School ab und besuchte das Hunter College. Als Schwerpunktfach wählte sie Journalistik. Ihr Studium setzte sie dann am Barnard College der Columbia University fort, wo sie als Zweitfach Philosophie unter John Dewey belegte. 1925 schloss sie ihr Studium erfolgreich ab und begann ein Promotionsstudium in Anthropologie. Franz Boas wurde ihr Doktorvater.
In dieser Zeit heiratete sie den Doktoranden Alexander Lesser, der ebenfalls bei Boas studierte und später als Anthropologe die Sioux-sprechenden Indianerstämme erforschte. Das Paar war 15 Jahre verheiratet und hatte eine Tochter. Ihre erste gemeinsame Feldforschungsreise führte sie nach Oklahoma, wo sie die Verwandtschaftsverhältnisse der Siouxstämme untersuchten.
Nachdem sie den Pawnee-Indianer Henry Moses in New York getroffen hatte, entschloss sich Weltfish, seinen Stamm als Dissertationsthema zu wählen. Sie reiste in das Pawnee-Reservat in Oklahoma. Dort untersuchte sie insbesondere das Kunsthandwerk und lernte die Korbflechterei, die traditionell den Pawnee-Frauen vorbehalten war. Ihre Doktorarbeit lautete The Interrelation of Technique and Design in North American Basketry. Sie reichte die Arbeit schon 1929 an, doch sie wurde erst 1950 promoviert. Erst zu diesem Zeitpunkt änderte die Universität ihre Promotionsordnung, strich die Druckosten von $ 4,000 und akzeptierte auch einfache Kopien.:373
1935 lud Boas Weltfish ein, an der Columbia zu unterrichten. Sie blieb mit jährlichen Verlängerungen bis 1953.:374 Die Columbia University gewährte Weltfish nie eine Anstellung auf Lebenszeit, was viele auf eine Diskriminierung von Frauen zurückführen. So erhielt auch Ruth Benedict 1938 als erste Frau eine außerordentliche Professur an der Columbia, doch erst 1948, nur wenige Monate vor ihrem Tod, wurde ihr ein Lehrstuhl zuerkannt. Auf Bitten von Weltfish setzte sich Benedict bei einer Kuratoriumssitzung der Universität für die junge Wissenschaftlerin ein, als das Gremium Weltfishs Anstellung beenden wollte.

### The Races of Mankind
1943 veröffentlichte Weltfish gemeinsam mit Benedict The Races of Mankind, das als Aufklärungsbroschüre für die US-Truppen gedacht war. In einfacher Sprache und mit Cartoons illustriert lieferte das Heft wissenschaftlich untermauerte Argumente gegen Rassismus. Die Publikation entfachte eine heftige politische Debatte, in der Weltfish sozialistische Propaganda vorgeworfen wurde.
Weltfish und Benedict veröffentlichten Ergebnisse von Intelligenztests, die von der American Expeditionary Force (AEF) im Ersten Weltkrieg durchgeführt worden waren. Dabei waren Weiße in den Südstaaten den Schwarzen im Rest des Landes unterlegen. Die Autoren argumentierten: „Der Unterschied [...] [entstand aufgrund] des Gefälles in Einkommen, Bildungsstand, kulturellen Vorteilen und anderen Faktoren“, weil Schulen in den Südstaaten der Vereinigten Staaten nur einen Bruchteil von dem ausgaben, was die Schulen im Rest des Landes investierten. Diese Aussage führte bei Militärs zu einem Aufschrei der Entrüstung, da hier viele Südstaatler dienten. Weltfish und Benedict nutzten einen Großteil der Broschüre, um zu erklären, dass die intellektuellen Unterschiede in beiden Gruppen vor allem auf soziale und kulturelle Faktoren zurückzuführen seien und nicht auf biologische.:375
The Races of Mankind repräsentierte vor allem die Sicht von Boas auf das Thema „Rasse“, die später zum Standard der modernen Anthropologie wurde und so auch in die UNESCO-Deklaration von 1948 aufgenommen wurde.:375
Mehr als 20 Jahre später erklärte Weltfish, warum sie die Broschüre geschrieben habe:

„Während der ersten vier Jahre meines Studiums an der Columbia kam Hitler an die Macht und rechtfertigte seine abscheulichen Taten mit einer vollkommen verzerrten Anthropologie. Die Bücher von Franz Boas wurden in Deutschland verbrannt. Nach [Boas'] Tod im Jahr 1942 hatten Ruth Benedict, meine ältere Kollegin im Fachbereich Anthropologie, und ich das Gefühl, dass wir das Thema der Rassenfrage weitertragen mussten. 1943 arbeiteten Ruth Benedict und ich gemeinsam an der Schrift The Races of Mankind, das vom Public Affairs Committee veröffentlicht wurde. Die Broschüre war ursprünglich auf Bitten der United Service Organizations geschrieben worden, um an Angehörige der Streitkräfte verteilt zu werden, die Seite an Seite mit Verbündeten wie den Hukbalahaps auf den Philippinen und den Bewohnern der Salomonen kämpfen mussten. The Races of Mankind wurde nicht nur zur Aufklärung der Army genutzt, sondern auch für die Entnazifizierungsprogramme in Deutschland nach dem Krieg.“

Bis heute glauben rechtsextreme Gruppen in den Vereinigten Staaten, dass Weltfishs Arbeit Teil einer Verschwörung von Boas und seinen Studierenden ist, um Untersuchungen zu Rassen in Psychologie und Anthropologie zu verhindern, um so „die Niederlage der weißen Zivilisation durch die Juden vorzubereiten“.

### In der McCarthy-Ära
Schon früh hatte sich das FBI für Weltfishs politische Aktivitäten interessiert und 1944 meldete sie der Leiter des anthropologischen Fachbereichs Ralph Linton beim FBI wegen „Sympathien für den Kommunismus“. Das FBI untersuchte Weltfishs Aktivitäten wie ihr Engagement im Congress of American Women, ihre Unterschriften für Bürgerrechtspetitionen und ihre Beteiligungen an Radiosendungen von WNBC.:112 Die Polizei hatte den Congress of American Women, deren Präsidentin Weltfish ein Mal war, zu den subversiven Organisationen in den 1940ern gezählt, nachdem eine Sprecherin Harry S. Truman für dessen Außenpolitik kritisiert hatte.:377
1952 wiederholte Weltfish in der Daily Worker eine Behauptung sowjetischer Kritiker, die US-Armee habe im Korea-Krieg biologische Waffen eingesetzt. Nur wenig später wurde sie schriftlich vorgeladen, um vor dem McCarran Senate Judiciary Committee auszusagen. Sie weigerte sich, Fragen nach ihrer politischen Einstellung zu beantworten, als sie aber nach dem Artikel im Daily Workergefragt wurde, sagte sie, sie sei falsch zitiert worden.:123f.
1953 untersuchte das Senate Committee on Governmental Operations in Anhörungen, ob von amerikanischen Büchereien „unamerikanische Literatur“ angekauft worden war. Weltfish wurde zu ihrer Rolle bei The Races of Mankind befragt, das der Ausschuss als „subversiv“ eingestuft hatte. Zwei Wochen vor der Anhörung teilte die Columbia University Weltfish mit, dass ihr Vertrag zum Ende des Jahres nicht mehr verlängert werde.:131f. Als Begründung für die Kündigung gab die Universität an, dass man sie aufgrund neuer Statuten gegen einen Missbrauch von Jahresverträgen nicht mehr weiter beschäftigen könne. Allerdings wurden andere Dozenten nicht gekündigt, sondern unbefristet angestellt. Weltfish vermutete, ihr sei gekündigt worden, weil sie eine Frau sei. Später wurden Vermutungen laut, man habe Weltfish nicht mehr weiter beschäftigen wollen, weil das Universitätskuratorium befürchtete, dass Weltfishs politische Ansichten das Einwerben von Spenden behindern könnten.:131f.
Am 1. April 1953 wurde Weltfish vom McCarran Committee mit Roy Cohn, Joseph McCarthy, Karl Mundt, John McClellan und Stuart Symington befragt. Weltfish weigerte sich, Kollegen mit Sympathien für den Kommunismus zu nennen. Als man sie zu ihren eigenen politischen Präferenzen befragte, verweigerte sie eine Antwort und verwies auf den 5. Zusatzartikel zur Verfassung der Vereinigten Staaten. Weltfish sagte nur, dass sie sich für eine gute Amerikanerin halte und nach bestem Wissen und Gewissen handele.:377 Als man sie zu der Behauptung befragte, einige Schwarze im Norden hätten einen höheren Intelligenzquotienten als Weiße aus den Südstaaten, antwortete sie nur, dass die Daten aus den Beständen der US-Armee stammten.:127f.
In den nächsten acht Jahren konnte Weltfish keine Anstellung mehr finden.:377 Die Nebraska- und die Bollingen-Foundation gewährten ihr finanzielle Unterstützung, die es ihr erlaubte, einer Einladung zu folgen und Material aus der Pawnee-Sammlung des Museums der University of Nebraska zu studieren. Basierend darauf und auf früheren Studien schrieb sie 1965 The Lost Universe: Pawnee Life and Culture über die Geschichte und die Ethnographie der Pawnee.:133

### Späte Jahre
1961 begann Weltfish als wissenschaftliche Mitarbeiterin an der Fairleigh Dickinson University in New Jersey. 1964 wurde sie außerordentliche Professorin und 1968 erhielt sie schließlich einen eigenen Lehrstuhl, wo sie bis zum Erreichen der Altersgrenze von 70 Jahren im Jahr 1972 arbeitete.:378 Danach war sie in Teilzeit für die New School for Social Research und die Manhattan School of Music in New York City tätig, ferner als Gastprofessorin an der Rutgers University in New Brunswick. An der Rutgers University forschte und lehrte sie in einem gerontologischen Programm.:378

## Schriften (Auswahl)
- rehistoric North American Basketry Techniques and Modern Distributions. American Anthropologist Nr. 32, 1930 S. 454–495
- Coiled Gambling Baskets of the Pawnee and Other Plains Tribes. In: Indian Notes and Monographs Museum of the American Indian, Heye Foundation, Nr. 7, 1930, S. 277–295
- Pottery Implements of the Ancient Basket-Makers. In: Plains Anthropologist 33, 1931, S. 263
- White-on-red Pottery from Cochiti Pueblo. In: Plains Anthropologist 33, 1931, S. 263–264
- Preliminary Classification of Prehistoric Southwestern Basketry. In: Smithsonian Miscellaneous Collections, Vol. 87, Nr. 6
- Problems in the Study of Ancient and Modern Basket-Makers. In: American Anthropologist Nr. 34, 1932, S. 108–117.
- mit Alexander Lesser: Composition of the Caddoan Linguistic Stock. In: Smithsonian Miscellaneous Collections, Vol. 87, Nr. 6
- The Vision of Fox Boy, a South Band Pawnee Text, with Translations and Grammatical Analysis. In: International Journal of American Linguistics Nr. 9, 1936, S. 44–75
- Caddoan Texts: Pawnee, South Band Dialect. (=Band 17 der Publikationen der American Ethnological Society), 1937
- mit Ruth Benedict The Races of Mankind. The Public Affairs Committee, New York 1943
- The Origins of Art. Bobbs-Merrill, Indianapolis 1953
- The Perspective for Fundamental Research in Anthropology. In: The Philosophy of Science Nr. 23, 1956, S. 63–73
- The Linguistic Study of Material Culture. In: International Journal of American Linguistics Nr. 24, 1958, S. 301–311
- The Anthropologist and the Question of the Fifth Dimension. In: Stanley Diamond (Hrsg.): Culture in History, Columbia University Press, New York 1958
- The Question of Ethnic Identity, an Ethnohistorical Approach. Ethnohistory 6, 1959, S. 321–346
- The Ethnic Dimension of Human History: Pattern or Patterns of Culture? In: Anthony C. Wallace (Hrsg.): Selected Papers, Fifth International Congress of Anthropological and Ethnological Sciences, University of Pennsylvania Press, Philadelphia 1960
- The Lost Universe: Pawnee Life and Culture. Basic Books, New York 1965
- The Plains Indians: Their Continuity in History and Their Indian Identity. In: Eleanor Burke Leacock, Nancy Oestreich Lurie (Hrsg.): North American Indians in Historical Perspective, Random House, New York 1971